# Tiroteio à Universidade Estadual de Perm
Em 20 de setembro de 2021, um tiroteio em massa ocorreu na Perm State University, na cidade de Perm, Perm Krai, Rússia. Seis pessoas morreram e 43 ficaram feridas. O agressor, identificado como Timur Bekmansurov, de 18 anos, foi preso após ser ferido pela polícia.

## Antecedentes
O tiroteio ocorreu cerca de quatro meses depois de outro tiroteio em uma escola em Kazan, Rússia, no qual nove pessoas morreram. Na sequência desse tiroteio, a idade legal para comprar uma arma na Rússia foi aumentada de 18 para 21, mas a lei ainda não estava em vigor na época do tiroteio de Perm. As autoridades culparam os tiroteios em escolas anteriores à influência estrangeira, a partir de notícias de incidentes semelhantes nos Estados Unidos e em outros lugares.

## Tiroteio
Embora a universidade tenha 12.000 alunos matriculados, apenas 3.000 indivíduos estavam no campus no momento do tiroteio. O atirador foi rastreado por câmeras de segurança caminhando em direção à universidade às 11h, carregando uma espingarda. De acordo com relatos iniciais, ele foi capaz de dominar e matar o segurança antes que ele ativasse um botão de pânico. Um estudante da faculdade disse que ouviu tiros enquanto estava no elevador e que viu o que acreditava ser o atirador atirando em duas estudantes que tentavam escapar.
Alunos e professores dentro da escola, que estavam envolvidos nas aulas, usaram móveis como cadeiras para bloquear as portas internas. Enquanto isso, um vídeo do lado de fora da escola mostrou os alunos usando as janelas das salas de aulas para escapar, e o atirador saindo do prédio. A polícia chegou ao local e intimou o atirador, dando início a um tiroteio. O suspeito foi ferido enquanto resistia à prisão e levado a um hospital local para ser tratado. Desde 22 de setembro de  2021, ele permaneceu em estado crítico no hospital.

## Vítimas
Seis pessoas morreram durante o tiroteio. Foram identificados como cinco mulheres e um homem, com idades entre 18 e 66 anos. Outros 43 ficaram feridos, com todos, exceto o atirador, em condições estáveis em 22 de setembro.

## Suspeito
A polícia russa nomeou o estudante de direito Timur Bekmansurov (nascido em 8 de março de 2003) como suspeito. Antes do tiroteio, Bekmansurov postou uma imagem de si mesmo com uma espingarda, capacete e munição em sua conta VK. Ele legendou a foto com a frase: "Já pensei nisso há muito tempo, já faz anos e percebi que chegou a hora de fazer o que sonhei". Na postagem, ele também disse que estava “transbordando de ódio” e esclareceu: “O que aconteceu não foi um ataque terrorista (pelo menos do ponto de vista jurídico). Eu não era membro de uma organização extremista, era não religioso e apolítico. Ninguém sabia o que eu ia fazer, eu mesmo realizava todas essas ações. "
Bekmansurov supostamente usou uma arma projetada para disparar projéteis não letais de borracha ou plástico, que poderiam ser modificados para disparar outros tipos de munição. Um porta-voz da Guarda Nacional Russa disse a repórteres que Bekmansurov também possuía legalmente uma espingarda para caça.

## Rescaldo
Estudantes, instalações e residentes de Perm usaram a cerca externa da universidade para criar um memorial improvisado com cravos, velas, fotos e outros itens.
As autoridades culparam a influência estrangeira por tiroteios em escolas anteriores e o ataque trouxe questões adicionais e possíveis mudanças legais. O porta-voz do Kremlin, Dmitry Peskov, anunciou em 20 de setembro que já haviam sido tomadas medidas legislativas para restringir ainda mais as compras de armas.